# Vaglio Basilicata
Vaglio Basilicata es una localidad italiana de la provincia de Potenza, región de Basilicata, con 2.167 habitantes.

## Evolución demográfica
| Gráfica de evolución demográfica de Vaglio Basilicata entre 1861 y 2001 |
|                                                                         |
| Fuente ISTAT - Elaboración gráfica por parte de Wikipedia               |